# Gare de Zéralda
La gare de Zéralda est une gare ferroviaire algérienne, située sur le territoire de la commune de Zéralda. Elle permet notamment la desserte de la forêt de Zéralda, au nord-est, la forêt de Mahelma, au sud-est, et le Centre cynégétique de Zéralda, à l'est. Elle se situe à 30 km à l'ouest d'Alger, à 50 kilomètres à l'est de Tipaza et à 2 kilomètres de la mer Méditerranée.

## Situation ferroviaire
La gare de Zéralda se situe sur la ligne de Birtouta à Zéralda dont elle est le terminus. Elle est précédée de la gare de l'Université de Sidi Abdellah.
| \| Zéralda Alger Birtouta Réghaïa \| Localisation de la gare de Zéralda dans la wilaya d'Alger. |
| Zéralda Alger Birtouta Réghaïa                                                                  |

## Histoire
La construction de la gare de Zéralda s'inscrit dans le cadre de l’aménagement de la région algéroise, portant sur la modernisation et l’extension du réseau ferré de la banlieue d’Alger.
Le projet de cette gare est une œuvre d’art qui répond aux normes internationales admises en matière de construction des lignes ferroviaires.
Les travaux de réalisation de la gare de Zéralda ont été confiés à la société nationale Infrarail et l’entreprise turque Yapı Merkezi (en).
Le suivi des travaux a été attribué au groupement PBZ, composé des bureaux d’étude SETIRAIL–SIDEM-SAETI. La gare de Zéralda sera inaugurée le 11 décembre 2016.
Le trafic prévu est estimé à 50 000 voyageurs par jour[réf. nécessaire].

## Service des voyageurs

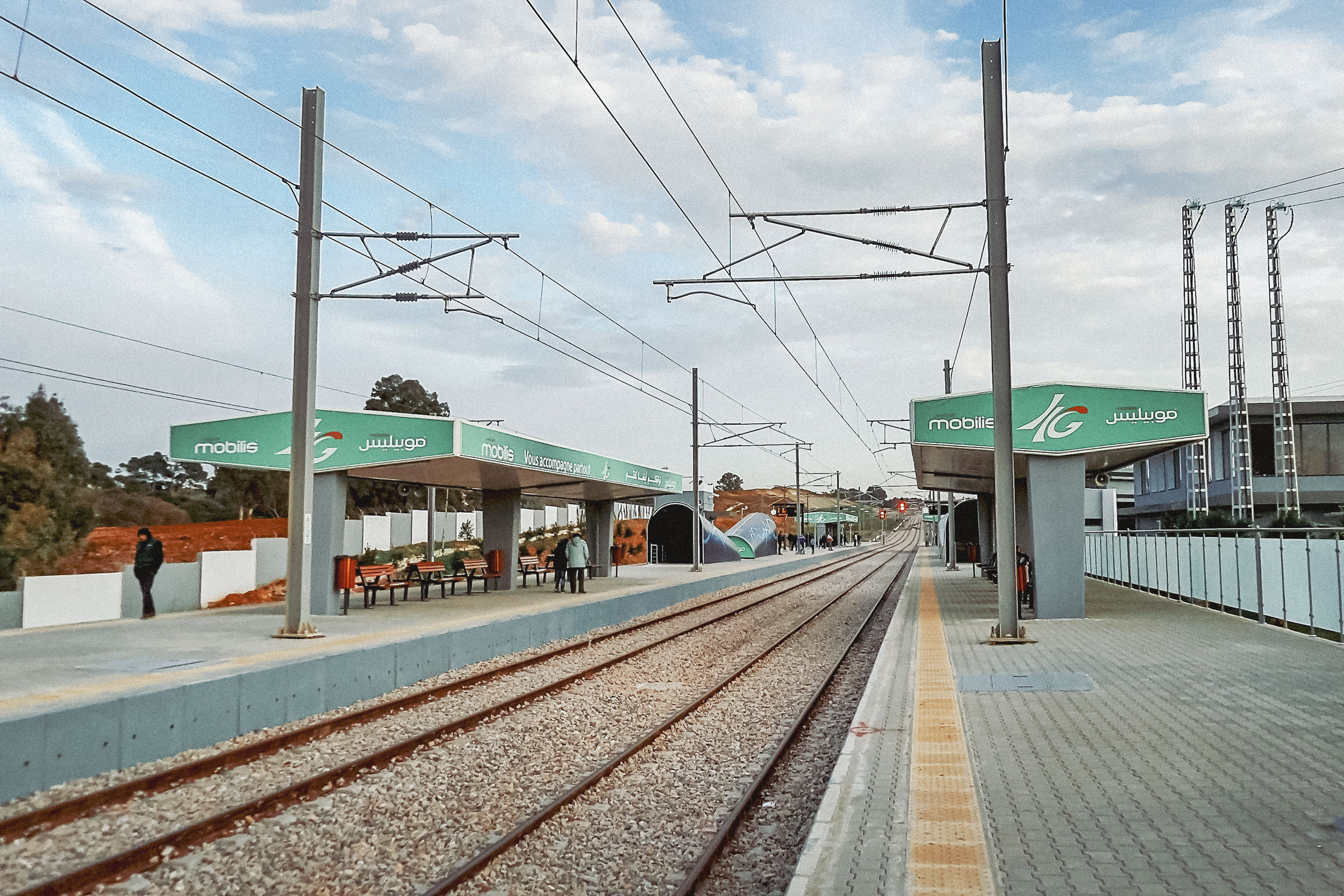
Les quais de la gare.

### Desserte
La gare de Zéralda est desservie par les trains du réseau ferré de la banlieue d'Alger assurant la liaison Alger - Zéralda,.

### Intermodalité
Un parking de voitures a été réalisé en mitoyenneté de la gare de Zéralda pour accueillir les voyageurs et leurs véhicules.
Deux axes routiers majeurs desservent la gare : la rocade sud d'Alger, située à 350 m au nord et la route nationale 63.